# Лалашинц
Лалашинц (рум. Lalașinț) — село у повіті Арад в Румунії. Входить до складу комуни Бирзава.
Село розташоване на відстані 367 км на північний захід від Бухареста, 54 км на схід від Арада, 144 км на південний захід від Клуж-Напоки, 69 км на північний схід від Тімішоари.

## Населення
За даними перепису населення 2002 року у селі проживали 428 осіб. Усі жителі села рідною мовою назвали румунську.
Національний склад населення села:
| Національність | Кількість осіб | Відсоток |
| -------------- | -------------- | -------- |
| румуни         | 402            | 93,9%    |
| цигани         | 24             | 5,6%     |